# بدر الوازنی
بدر الوازنی (انگلیسی: Badr El Ouazni؛ زادهٔ ۱۳ نوامبر ۱۹۹۱) بازیکن فوتبال است.